# Konstancja Habsburżanka
Konstancja Habsburżanka (ur. 24 grudnia 1588 w Grazu, zm. 10 lipca 1631 w Warszawie) – jako druga żona Zygmunta III Wazy królowa Polski i Szwecji, starościna brodnicka w latach 1625–1631, starościna golubska w latach 1625–1631, starosta leżajski.

## Życiorys
Córka arcyksięcia Karola Styryjskiego i Marii Anny Bawarskiej. 
Jej dziadkami ze strony ojca byli: cesarz Ferdynand I Habsburg i Anna Jagiellonka, natomiast ze strony matki – Albert V, książę Bawarii. Miała czternaścioro rodzeństwa; w tym cesarza rzymsko-niemieckiego Ferdynanda II, Małgorzatę Austriacką królową Hiszpanii i Portugalii, arcyksięcia Tyrolu Leopolda V, Marię Austriacką księżną Toskanii i Annę Habsburżankę – pierwszą żonę Zygmunta III Wazy, królową Polski i Szwecji.
Po śmierci Anny (zm. 1598) Zygmunt III ożenił się z Konstancją 11 grudnia 1605. Para doczekała siedmiorga dzieci. Po ślubie królowa zdobyła wpływ na politykę króla. Stała się rzeczniczką Habsburgów na polskim dworze. Wpływała na rozdawanie urzędów dworskich, duchownych i senatorskich. Starała się w ten sposób tworzyć stronnictwo dworskie. Aby wzmocnić swoją pozycję wydawała za mąż swoje dwórki za znaczniejszych magnatów, m.in. Albrychta Stanisława Radziwiłła.
Królowa była dobrze wykształcona. Oprócz ojczystego języka niemieckiego znała łacinę, hiszpański, włoski i polski. Nauczyła się go zaraz po swojej koronacji, ale rzadko się nim posługiwała. Była katoliczką, słuchała od dwóch do czterech mszy dziennie, odmawiała różaniec, czytała modlitewniki i brewiarze. Pomimo że miała do dyspozycji dwie kaplice, w wielu komnatach ustawiła ołtarzyki. 
Była kobietą zapobiegliwą. Chciała zapewnić polski tron swojemu najstarszemu synowi Janowi Kazimierzowi z pominięciem Władysława, syna Zygmunta III z pierwszego małżeństwa, któremu miał przypaść tron szwedzki lub moskiewski. Pomysł ten nie został zrealizowany, a królowa zmarła na udar 10 lipca 1631. Wcześniej kupiła dobra żywieckie, aby po śmierci stały się zabezpieczeniem jej synów i sfinansowała budowę kilku pałaców w Warszawie (wszystkie spłonęły lub zostały zniszczone) dla swoich dzieci. Była także opiekunką księży, malarzy i poetów. Ostatecznie jej sarkofag spoczął w krypcie (bud. 1644) kaplicy Wazów w katedrze wawelskiej konsekrowanej 5 sierpnia 1676. 

## Galeria

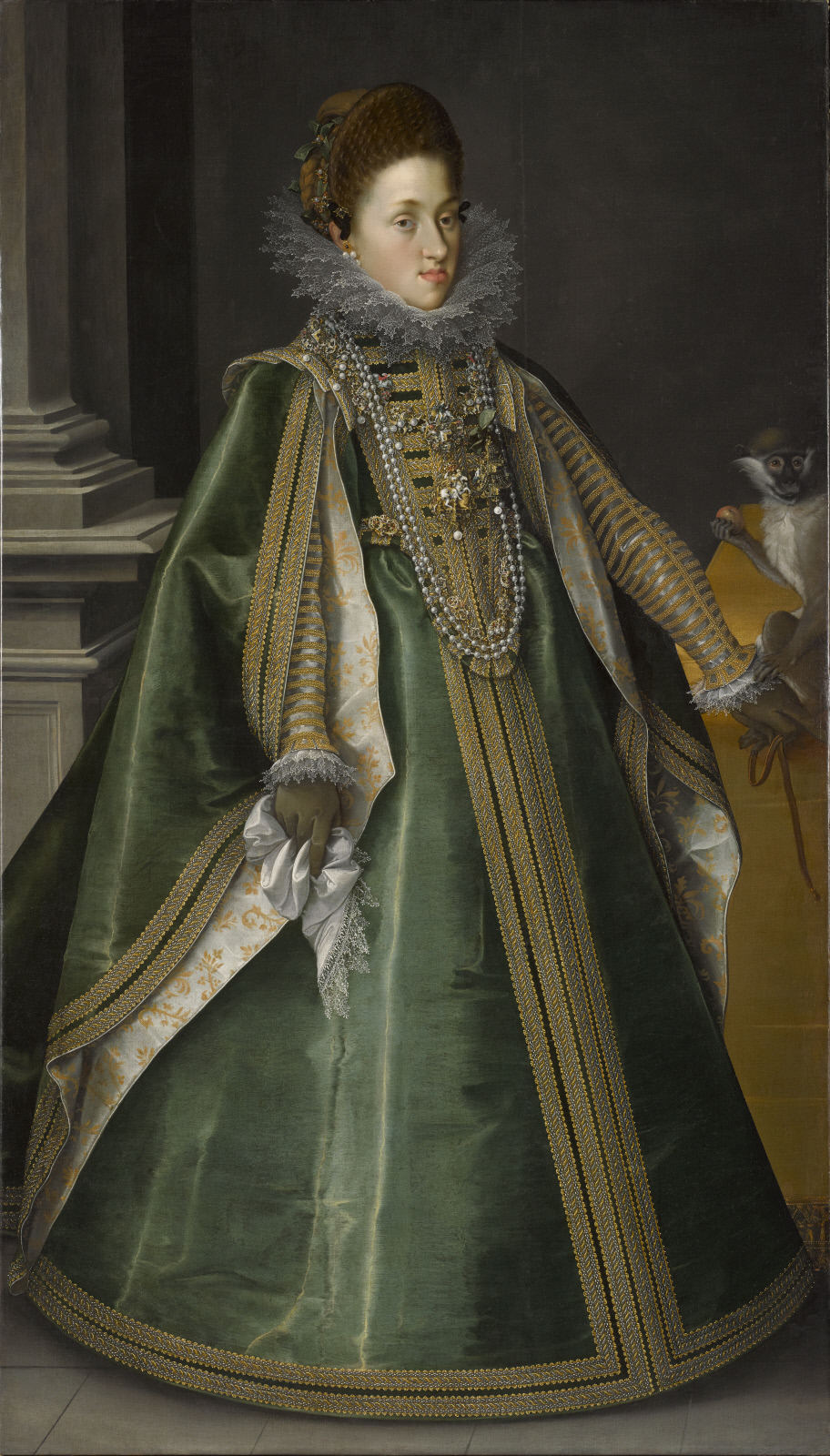
Portret arcyksiężnej Konstancji Austriaczki (1604)
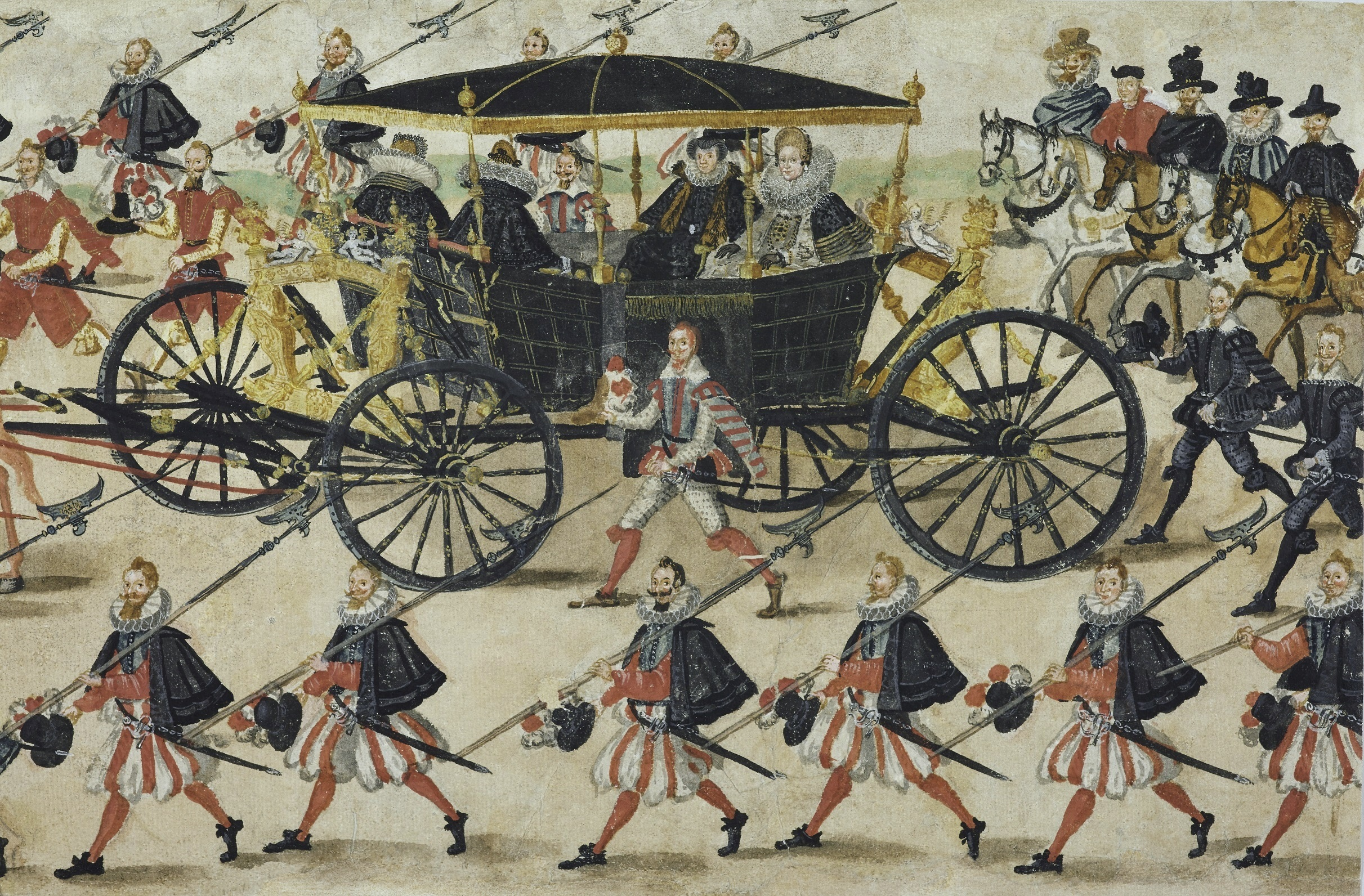
Wjazd orszaku weselnego Zygmunta III Wazy do Krakowa (fragment Rolki sztokholmskiej, 1605)
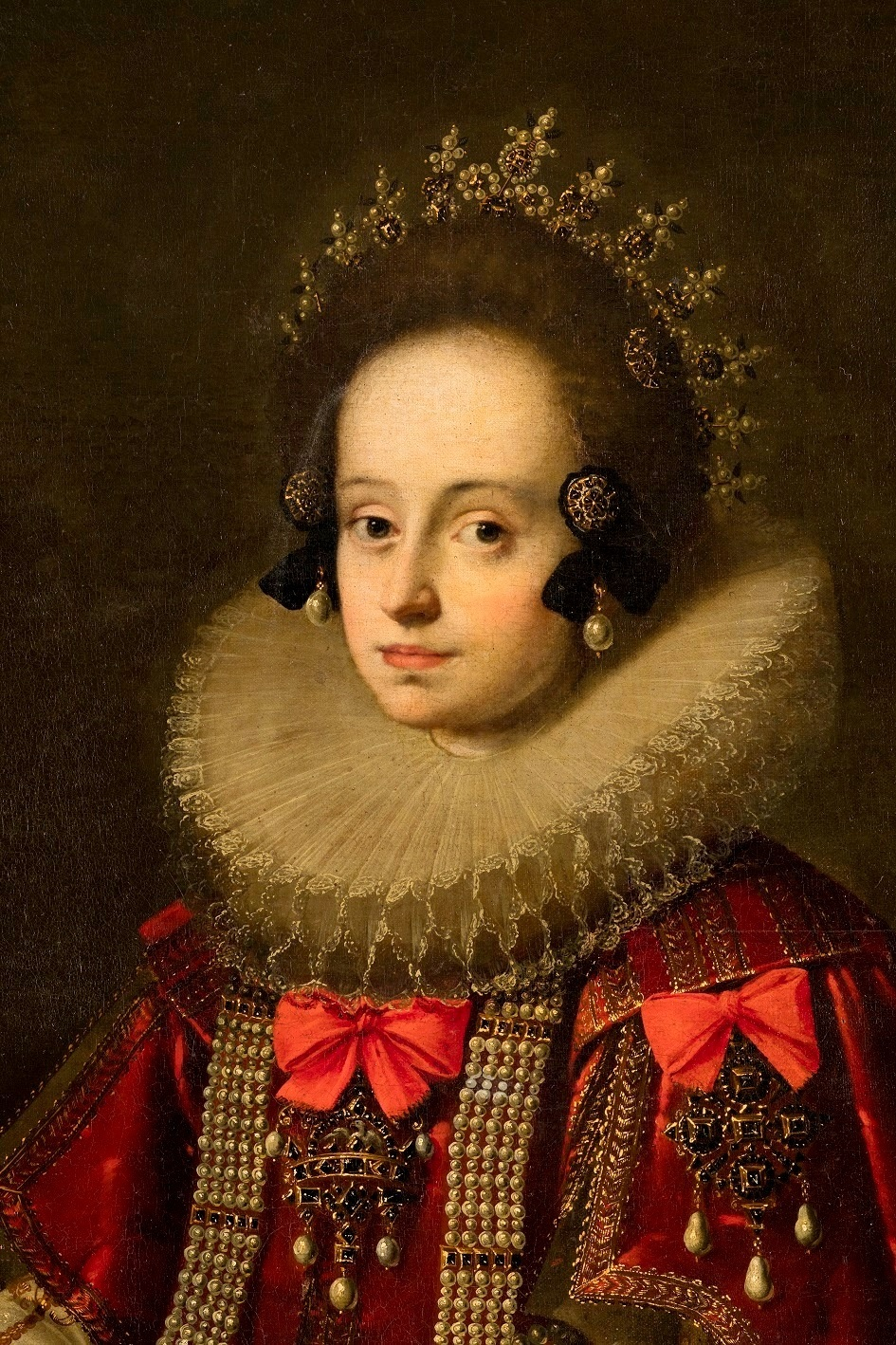
Portret Konstancji Habsburżanki (1610)
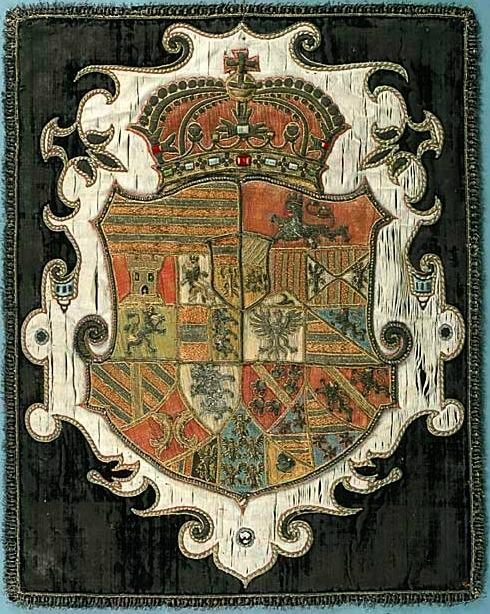
Haftowana tkanina z herbem (1631), użyta w czasie pogrzebu Konstancji; zrabowana z Polski przez Szwedów w czasie potopu

## Potomstwo
| Obraz | Imię                      | Data urodzenia | Data śmierci | Małżeństwa               |
| ----- | ------------------------- | -------------- | ------------ | ------------------------ |
|       | Jan Kazimierz Waza        | 1607           | 1608         |                          |
|       | Jan Kazimierz Waza        | 1609           | 1672         | 1. Ludwika Maria Gonzaga |
|       | Jan Albert Waza           | 1612           | 1634         |                          |
|       | Karol Ferdynand Waza      | 1613           | 1655         |                          |
|       | Aleksander Karol Waza     | 1614           | 1634         |                          |
|       | Anna Konstancja Waza      | 1616           | 1616         |                          |
|       | Anna Katarzyna Konstancja | 1619           | 1651         | 1. Filip Wilhelm         |

## Genealogia
| Prapradziadkowie                               | cesarz rzymski Maksymilian I Habsburg (1459–1519) ∞1477 Maria Burgundzka (1457–1482)       | król Aragonii Ferdynand II Aragoński (1452–1516) ∞1469 Izabela I Kastylijska (1451–1504)   | król Polski Kazimierz IV Jagiellończyk (1427–1492) ∞1454 Elżbieta Habsburżanka (1436–1505)            | hrabia na Candale Gaston II de Foix-Candale (1448–1500) ∞1469 Katarzyna de Foix                       | książę Bawarii Albrecht IV Wittelsbach (1447–1508) ∞1487 Kunegunda Habsburg (1465–1520)    | margrabia Badenii Filip I (1479–1533) ∞1503 Elżbieta Wittelsbach (1483–1522)               | król Kastylii i Leónu Filip I Habsburg (1478–1506) ∞1496 Joanna I Kastylijska (1479–1555)  | król Czech, król Węgier Władysław II Jagiellończyk (1456–1516) ∞1502 Anna de Foix-Candale (1484–1506) |
| Pradziadkowie                                  | król Kastylii i Leónu Filip I Habsburg (1478–1506) ∞1496 Joanna I Kastylijska (1479–1555)  | król Kastylii i Leónu Filip I Habsburg (1478–1506) ∞1496 Joanna I Kastylijska (1479–1555)  | król Czech, król Węgier Władysław II Jagiellończyk (1456–1516) ∞1502 Anna de Foix-Candale (1484–1506) | król Czech, król Węgier Władysław II Jagiellończyk (1456–1516) ∞1502 Anna de Foix-Candale (1484–1506) | książę Bawarii Wilhelm IV Wittelsbach (1493–1550) ∞1522 Maria Badeńska (1507–1580)         | książę Bawarii Wilhelm IV Wittelsbach (1493–1550) ∞1522 Maria Badeńska (1507–1580)         | cesarz rzymski Ferdynand I Habsburg (1503–1564) ∞1521 Anna Jagiellonka (1503–1547)         | cesarz rzymski Ferdynand I Habsburg (1503–1564) ∞1521 Anna Jagiellonka (1503–1547)                    |
| Dziadkowie                                     | cesarz rzymski Ferdynand I Habsburg (1503–1564) ∞1521 Anna Jagiellonka (1503–1547)         | cesarz rzymski Ferdynand I Habsburg (1503–1564) ∞1521 Anna Jagiellonka (1503–1547)         | cesarz rzymski Ferdynand I Habsburg (1503–1564) ∞1521 Anna Jagiellonka (1503–1547)                    | cesarz rzymski Ferdynand I Habsburg (1503–1564) ∞1521 Anna Jagiellonka (1503–1547)                    | książę Bawarii Albrecht V Wittelsbach (1528–1579) ∞1546 Anna Habsburżanka (1528–1590)      | książę Bawarii Albrecht V Wittelsbach (1528–1579) ∞1546 Anna Habsburżanka (1528–1590)      | książę Bawarii Albrecht V Wittelsbach (1528–1579) ∞1546 Anna Habsburżanka (1528–1590)      | książę Bawarii Albrecht V Wittelsbach (1528–1579) ∞1546 Anna Habsburżanka (1528–1590)                 |
| Rodzice                                        | arcyksiążę austriacki Karol Styryjski (1540–1590) ∞1571 Maria Anna Wittelsbach (1551–1608) | arcyksiążę austriacki Karol Styryjski (1540–1590) ∞1571 Maria Anna Wittelsbach (1551–1608) | arcyksiążę austriacki Karol Styryjski (1540–1590) ∞1571 Maria Anna Wittelsbach (1551–1608)            | arcyksiążę austriacki Karol Styryjski (1540–1590) ∞1571 Maria Anna Wittelsbach (1551–1608)            | arcyksiążę austriacki Karol Styryjski (1540–1590) ∞1571 Maria Anna Wittelsbach (1551–1608) | arcyksiążę austriacki Karol Styryjski (1540–1590) ∞1571 Maria Anna Wittelsbach (1551–1608) | arcyksiążę austriacki Karol Styryjski (1540–1590) ∞1571 Maria Anna Wittelsbach (1551–1608) | arcyksiążę austriacki Karol Styryjski (1540–1590) ∞1571 Maria Anna Wittelsbach (1551–1608)            |
| Konstancja Habsburg (1588–1631) królowa Polski |                                                                                            |                                                                                            | | |                                                                                            |                                                                                            |                                                                                            | |